# Gonçal de Reparaz i Rodríguez-Báez
Gonçal de Reparaz i Rodríguez-Báez (castellà: Gonzalo de Reparaz Rodríguez)  (Porto, 20 de febrer de 1860 - Ciutat de Mèxic, 20 de juny de 1939) va ser un periodista, escriptor, geògraf i diplomàtic portuguès i espanyol.
Va ser redactor de publicacions periòdiques madrilenyes com El Dia, La Justícia, Herald de Madrid, El Resum, La Il·lustració Espanyola i Americana i L'Època, a més de corresponsal del Diari de Barcelona a París i col·laborador de la Revista de Navegació i Comerç (1894), La Vida Marítima (1904), El Globo (1903) o Diari Universal (1903), entre d'altres. Casat amb la Carmen Ruiz el 1898, va ser pare del geògraf Gonçal de Reparaz i Ruiz, nascut al 1901,[5] any en què el Gonzalo Reparaz pare va ser nomenat cavaller de la Legió d'Honor.
Comissionat especial del Govern espanyol al Marroc entre 1908 i 1911, al llarg de la guerra civil espanyola va ser empresonat pels republicans. Autor d'obres com España en África y otros estudios de política colonial (1891), prologat per Segismundo Moret, La guerra de Cuba: estudio militar (1895) o Política de España en África  (1907), entre d'altres. Iberista i africanista, al llarg de la seva vida va experimentar una notable evolució ideològica, acabant al final de la seva vida a posicions pròximes a l'anarquisme. Al 1939 el seu arxiu familiar va ser requisat del seu domicili de Madrid per part de la Delegación del Estado para la Recuperación de Documentos (DERD) creada al 1938 i amb seu a Salamanca.
Va morir a Mèxic a l'any 1939.

## Obres
- Reparaz, Gonzalo de. España en África y otros estudios de política colonial. [prólogo de Segismundo Moret].  Madrid: Sáenz de Jubera hermanos, 1891.
- Reparaz, Gonzalo de. La guerra de Cuba: estudio militar.  Madrid: La España Editorial, 1896.